# Zigongosaurus fuxiensis
Zigongosaurus fuxiensis („ještěr z prefektury C’-kung“) byl druh dlouhokrkého sauropodního dinosaura z čeledi Mamenchisauridae, žijícího v období střední až svrchní jury (asi před 170 až 160 miliony let) na území současné centrální Číny (provincie S’-čchuan). Jeho přesné rozměry neznáme, ale pravděpodobně patřil mezi menší až středně velké sauropody.

## Objev a popis
Fosilie tohoto dinosaura (holotyp dnes nese katalogové označení CV 00261) sestávají z fragmentární kostry a částí lebky několika jedinců, formálně popsaných týmem paleontologů v roce 1976. Typovým a jediným známým druhem je Z. fuxiensis. V minulosti byl tento taxon řazen pod rod Omeisaurus i Mamenchisaurus, dnes je však obvykle řazen do čeledi Mamenchisauridae jako její samostatný zástupce. Systematická pozice mezi sauropody však není u druhu Z. fuxiensis dosud zcela jistá.